# Value Map

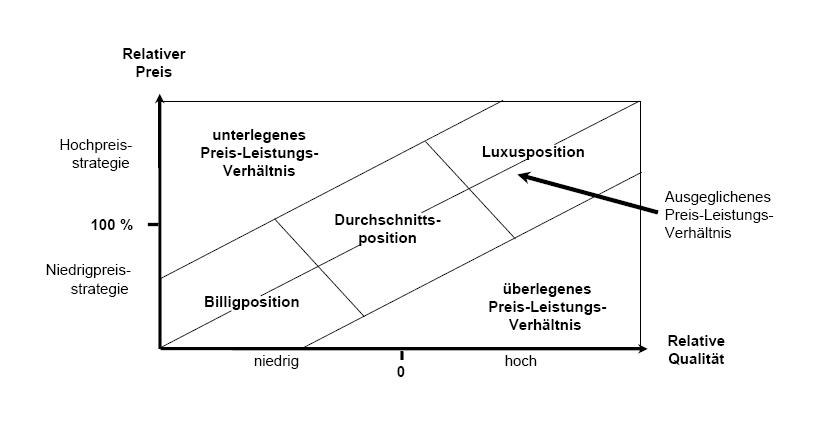
Value Map mit strategischen Positionierungsbereichen

Die Value Map (oder auch Wertematrix bzw. Preis-Leistungs-Matrix) ist ein Instrument zur Bestimmung der Wettbewerbsposition von Produkten oder Dienstleistungen. Dabei werden relativer Preis und relative Qualität des Produktes bzw. der Dienstleistung betrachtet und ergeben das relative Preis-Leistungs-Verhältnis. 

## Grundlagen
Qualität ist laut Henry Mintzberg eine Möglichkeit zur Realisierung einer Differenzierungsstrategie. Eine höhere Qualität hat dabei einen Anstieg der Übereinstimmungskosten, jedoch einen Rückgang der Abweichungskosten zur Folge. Die beiden entgegenlaufenden Entwicklungen bewirken, dass sich zusätzliche Kosten für Qualität durch Einsparungen ausgleichen. So hat z. B. die PIMS-Studie gezeigt, dass ein Anstieg der Qualität nicht gleichbedeutend mit einem Anstieg der Direktkosten ist. Da Qualität eine Kommodisierung verhindert, führt sie zu höheren Preisen wie langfristig zu Marktanteilsgewinnen. Somit ist eine Differenzierungsstrategie über Qualität dem Kostenwettbewerb überlegen. 
Jedoch ist Qualität weit weniger quantifizierbar. So besteht neben der internen technischen  Qualitätssicht eine externe Sichtweise. Auf der einen Seite ist Qualität nach ISO 9000:2005 als „Grad, in dem ein Satz inhärenter Merkmale Anforderungen erfüllt“ definiert und auf der anderen Seite beurteilt jeder Kunde subjektiv die Qualität eines Produktes oder einer Dienstleistung und schätzt die „Fitness for use“ ein. 
Dieser Relativität des Qualitätsbegriffs trägt die Value Map Rechnung. So können Produkte und Dienstleistungen relativ zu den Wettbewerbern auf ihr Preis-Leistungs-Verhältnis beurteilt werden.

## Strategische Positionsbereiche
Die Value Map berücksichtigt die relative Qualität und den relativen Preis im zwei-dimensionalen Diagramm und definiert sie wie folgt:
In der PIMS-Studie wird mit der Wahrnehmung noch eine dritte Möglichkeit der Darstellung der Relativität miteinbezogen. Diese wird in der Value Map nicht betrachtet. 
Schließlich ergeben sich fünf strategische Positionierungsbereiche in der Value Map:
|                                         | Relative Qualität | Relativer Preis |
| --------------------------------------- | ----------------- | --------------- |
| Unterlegenes Preis-Leistungs-Verhältnis | niedrig           | hoch            |
| Billigposition                          | niedrig           | niedrig         |
| Durchschnittsposition                   | mittel            | mittel          |
| Luxusposition                           | hoch              | hoch            |
| Überlegenes Preis-Leistungs-Verhältnis  | hoch              | niedrig         |

Die Diagonale, die sogenannte Preis-Leistungs-Gerade, spiegelt das durchschnittliche Wettbewerbsverhalten wider. Sie ist eine Art Regressionsgerade durch die Produktpositionierung des Marktes und veranschaulicht das Austauschverhältnis von Qualität und Preis. In qualitätssensitiven Märkten ist die Gerade nach rechts verschoben, d. h., sie bewegt sich auf höherem Qualitätsniveau. Das bedeutet, dass kleinere Qualitätsdifferenzen zu größeren Preisunterschieden führen.
Auf der Preis-Leistungs-Geraden kommen folgende Verhaltensweisen zum Ausdruck: Entweder das Unternehmen bietet zu Billigpreisen ein eher geringes, vom Kunden aber akzeptiertes Qualitätsniveau (Billigposition) oder das Unternehmen verlangt für Spitzenqualität einen hohen Preis (Luxusposition). Die dritte Position ist die Durchschnittsposition, bei der das Unternehmen einen durchschnittlichen Preis verlangt, der Kunde aber lediglich durchschnittliche Qualität geboten bekommt. Darüber hinaus wurden durch die PIMS-Studie zwei weitere typische Verhaltensweisen aufgedeckt:
Eine vierte Gruppe von Anbietern verlangt hohe Preise für Qualität, die aus Kundensicht jedoch niedrig eingeschätzt wird. Ein derart unterlegenes Preis-Leistungs-Verhältnis bieten i. d. R. solche Unternehmen an, die die Kundenbedürfnisse nicht ausreichend kennen und vielmehr interne technische-funktionale Qualitätsstandards verfolgen, die von den Kunden aber nicht honoriert werden. Ein weiterer, interner Grund könnte darin bestehen, dass es dem Unternehmen  im Moment nicht möglich ist, das Qualitätsniveau signifikant zu erhöhen. Die Qualität wird dann als schlechter als die Konkurrenz wahrgenommen. Weiterhin ist denkbar, dass Unternehmen z. B. bei Produkten, die schnell veralten und einen kurzen Lebenszyklus haben (z. B. Modeprodukte), eine Abschöpfungsstrategie verfolgen und deshalb die Preise möglichst hoch setzen. In diesem Fall wird bewusst die Strategie eines unterlegenen Preis-Leistungs-Verhältnisses gefahren.
Eine fünfte Gruppe von Anbietern bietet dagegen Spitzenqualität zu Niedrigpreisen, was die Strategie des überlegenen Preis-Leitungs-Verhältnisses darstellt. Gemäß der PIMS-Studie handelt es sich hierbei hauptsächlich junge, innovative, kundenorientierte Unternehmen.

## Implikationen
Die fünf verschiedenen Positionierungsbereiche haben gegensätzliche Auswirkungen auf den Marktanteil, die Marketingintensität und die Rendite von Unternehmen. Die PIMS-Studie liefert in diesem Zusammenhang konkrete Daten.

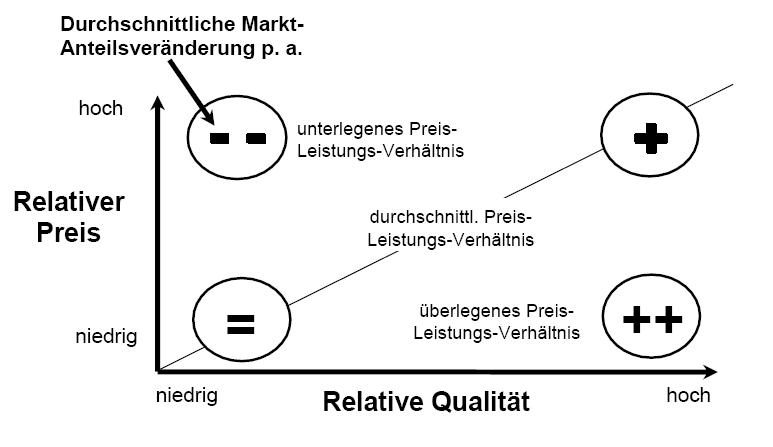
Vergleich der jährlichen Marktanteilsveränderungen
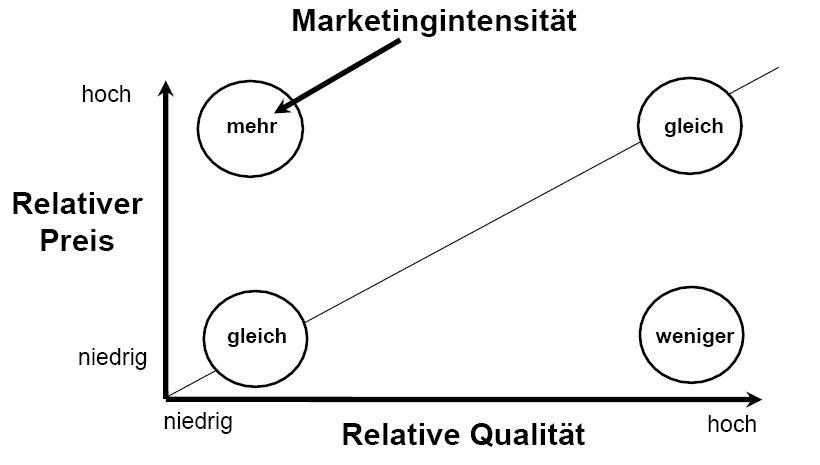
Vergleich der Marketingintensität
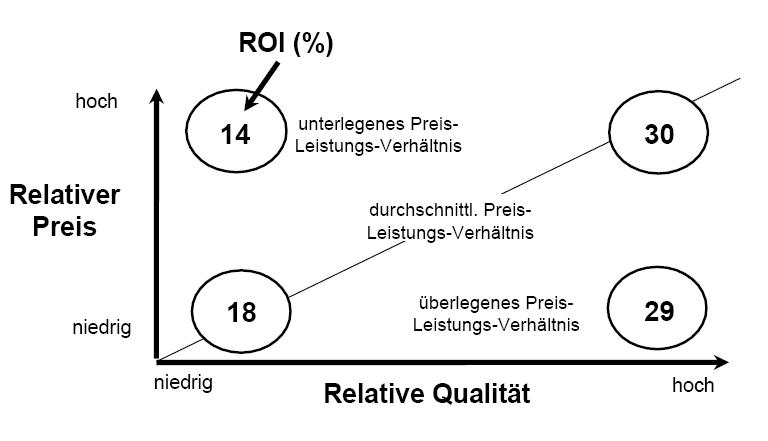
Zusammenhang zwischen Preis-Leistungs-Verhältnis und ROI

Im Hinblick auf den Marktanteil kann dieser von Produkten auf der Billigposition behauptet werden, diejenigen auf der Luxusposition bauen ihren hingegen aus. Wirklich interessant sind die Positionierungsbereiche unterhalb und oberhalb der Preis-Leistungsgeraden. Produkte mit überlegenem Preis-Leistungs-Verhältnis bauen ihren Marktanteil erheblich aus, diejenigen mit unterlegener Preis-Leistung verlieren stark. 
Die Marketingintensität ist wenig interessant für die Bereiche auf der Preis-Leistungsgeraden. Verstärkter Marketingaufwand muss für Produkte mit unterlegenem Preis-Leistungs-Verhältnis betrieben werden. Folglich benötigen Produkte mit Spitzenqualität zu niedrigen Preisen verringerten Marketingaufwand.
Bezüglich der Rendite ist der Return on Investment (ROI) im Luxusbereich und bei Produkten mit überlegener Preis-Leistung am höchsten. Im Billigbereich lassen sich deutlich geringere Renditen erreichen, jedoch immer noch höhere als mit Produkten im Bereich eines unterlegenen Preis-Leistungs-Verhältnis.
Zusammenfassend kann man sagen, dass sich Produkte im Luxusbereich und mit überlegenem Preis-Leistungs-Verhältnis als bessere Bereichspositionierung identifizieren lassen.

## Strategieempfehlungen

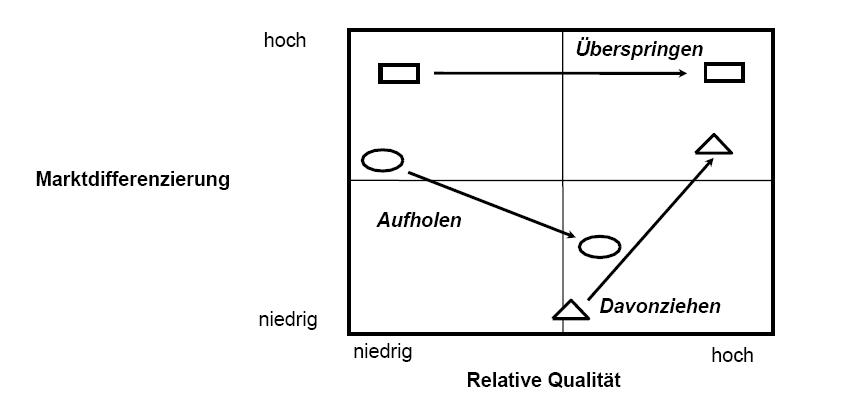
Stoßrichtung der Qualitätsprofilierung

Nach der Identifizierung der Produktpositionierung lassen sich konkrete Empfehlungen für Qualitätsstrategien ableiten. Diese müssen neben der relativen Qualität auch im Hinblick auf die Differenzierung des Marktes betrachtet werden. Marktdifferenzierung besagt dabei, in welchem Maße sich die einzelnen Anbieter hinsichtlich Produkt und Service unterscheiden. Für die bestimmten Ausgangssituationen lassen sich drei Qualitätsstrategien empfehlen. 
Bei der Aufhol-Strategie wird der Qualitätsnachteil beseitigt, um so mit der Konkurrenz gleichzuziehen. Dies führt zu einer Verringerung der Marktdifferenzierung, was wiederum zu Preiskämpfen um Marktanteile und damit zu niedrigeren Branchenrenditen führt. 
Werden bei gleich bleibender Marktdifferenzierung Qualitätsstufen übersprungen, spricht man von der Überspringer-Strategie. Hier bleibt das Renditeniveau erhalten. 
Wird sowohl die Marktdifferenzierung als auch die relative Qualität gesteigert, bezeichnet man diese Strategie als Davonziehen. Eine Erhöhung der Marktdifferenzierung kann erreicht werden, indem z. B. Produkteigenschaften angeboten werden, welche die Konkurrenzprodukte nicht besitzen oder welche vom Kunden anders wahrgenommen und bewertet werden. Dies zieht häufig auch eine Erhöhung des Renditeniveaus nach sich.

## Fazit
Allgemein lässt sich sagen, dass ein positiver Zusammenhang zwischen Marktdifferenzierung, relativer Qualität und Rentabilität besteht. Bei hoher Marktdifferenzierung und hoher relativer Qualität wird der höchste ROI erreicht, wohingegen bei hoher Marktdifferenzierung und einem niedrigen relativem Qualitätsniveau der gleiche Return of Investment erreicht wird, wie bei niedriger Differenzierung und hoher relativer Qualität.